# Estádio do Lumiar
O Estádio do Lumiar, conhecido também como Campo do Lumiar, foi um estádio de futebol português localizado na cidade de Lisboa. O recinto inaugurado em 28 de Junho de 1914, era propriedade do Sporting Clube de Portugal e foi por várias vezes casa da final da Taça de Portugal. Possuía ainda uma pista velocipédica, onde se disputavam as principais provas de ciclismo nos anos 30, 40 e 50 e onde normalmente se iniciava ou concluía a Volta a Portugal.
Após obras de fundo, em 1946, com a construção de bancadas de cimento, o estádio chegou a ter uma capacidade máxima de 20 mil pessoas.
Passados 10 anos o estádio daria lugar ao novo Estádio José Alvalade.